# Phish (album)
Phish (noto anche come The White Tape) è un album eponimo autoprodotto su musicassetta nel 1986 della band statunitense Phish. Comunemente considerato il primo disco dei Phish, The White Tape è in realtà una raccolta disomogenea di materiale che la band utilizzava come demo da portare ai locali. L'album ebbe un'amplissima circolazione, prima di venire ufficialmente pubblicato nel 1998.
The White Tape fu realizzato tramite svariati registratori a 4 piste nel corso del triennio 1984-1986, con la partecipazione di una serie di musicisti che hanno rappresentato una brevissima parentesi per i Phish, o che vi non hanno mai militato. Solo i brani Alumni Blues, AC/DC Bag, Slave To The Traffic Light e Dog Gone Dog (che ricomparirà nei live degli anni successivi col titolo Dog Log) sono eseguiti dal "quartetto standard" della band. I restanti brani furono registrati separatamente dai membri dei Phish e assemblati in seguito per realizzare l'album finito. In una prima fase The White Tape circolò in due differenti versioni: una più vecchia, mixata in un dormitorio dell'Università del Vermont verso la fine del 1985, ebbe maggior diffusione presso i fan del gruppo rispetto alla seconda (e tecnicamente migliore), prodotta in studio circa un anno più tardi.
The White Tape contiene una prima versione del brano You Enjoy Myself (la versione definitiva si trova in Junta), dove i membri del gruppo eseguono a cappella l'arpeggio di chitarra iniziale. L'album contiene anche svariati momenti sperimentali, rumori elettronici, effetti sonori creati artificialmente in studio e lunghi momenti strumentali (che prevalgono nettamente sul cantato). Alcuni pezzi del disco verranno pressoché abbandonati dal gruppo per oltre un decennio, e rientreranno tra quelli eseguiti dai Phish solo in seguito alle richieste sempre più pressanti del pubblico.
Tutti gli strumenti e la linea vocale di Fuck Your Face, NO2, He Ent to the Bog e Minkin sono realizzati dal solo Mike Gordon; lo stesso per i brani Run Like an Antelope e And So to Bed in cui esegue tutto Trey Anastasio. The Divided Sky, Ingest e Fluff's Travels sono eseguiti da Anastasio, dall'autore dei testi dei Phish Tom Marshall e dal loro amico percussionista Marc Daubert. Aftermath vede invece Anastasio e Roger Holloway alle chitarre; in Slave to the Traffic Light Tom Marshall suona le tastiere e Pete Cottone la batteria.
Nell'estate 2011 è uscita una terza versione limitata in vinile di The White Tape.

## Tracce
Lato A
1. Alumni Blues (Anastasio) - 4:11
2. And So to Bed (Anastasio) - 4:43
3. You Enjoy Myself (Anastasio) -  0:55
4. AC/DC Bag (Anastasio) - 4:09
5. Fuck Your Face (Gordon) - 2:15
6. The Divided Sky (Anastasio) - 1:16
7. Slave to the Traffic Light (Abrahams, Anastasio, Pollak) - 4:35
8. Aftermath (Anastasio, Holloway) - 2:54
9. Ingest (Anastasio) - 1:37

Lato B
1. NO2 (Gordon) - 7:37
2. Fluff's Travels (Anastasio) - 1:22
3. Dog Gone Dog (Anastasio) - 4:03
4. He Ent to the Bog (Gordon, McBride) - 3:56
5. Run Like an Antelope (Anastasio, Marshall, Pollak) - 6:41
6. Minkin (Gordon) - 2:59
7. Letter to Jimmy Page (Anastasio) - 1:16

## Formazione
- Trey Anastasio - chitarra, voce
- Page McConnell - tastiere, voce
- Mike Gordon - basso, voce
- Jon Fishman - batteria, voce

Musicisti ospiti:
- Tom Marshall - tastiere, voce
- Marc Daubert - percussioni
- Roger Holloway - chitarra, voce
- Pete Cottone - batteria